# Victoria (Mindoro oriental)
Victoria est une municipalité de la province du Mindoro oriental, aux Philippines.